# Pjotr Alekszejevics Kropotkin
Pjotr Alekszejevics Kropotkin (oroszul: Пётр Алексе́евич Кропо́ткин; Moszkva, 1842. december 9. – Dmitrov, 1921. február 8.) orosz herceg, anarchista, földrajztudós, a szociáldarwinizmus kihívója ("kölcsönös segítség mint természettörvény").

## Élete
A cárizmus ellen lázadó radikális értelmiségiként hamar bebörtönözték, de sikerült nyugatra szöknie, s rövidesen az anarchista mozgalom vezetője lett. Kropotkin volt az anarchokommunizmus megalapítója. Nézetei szerint az államhatalom a kényszer és erőszak megtestesítője, pedig a kölcsönös segítségnyújtáson alapuló társulások nemcsak lehetségesek, de evolúciós szempontból magasabb rendűek is. Olyan decentralizált társadalom volt az eszmeképe, amelyben önálló kommunák egyesítik a városi civilizáció és tudományos alapú mezőgazdaság előnyeit.
A termelőeszközök közös tulajdonán nyugvó szolidáris közösségek híve volt, és nézeteit igyekezett az evolúció elméletével is tudományosan alátámasztani. Az általa ideálisnak tartott társadalom előképét a középkori városállamokban vélte felfedezni, amelyek hosszú időn át komoly önállóságra tudtak szert tenni. Az anarchista értelmiségiek feladata szerinte a forradalmi eszmék terjesztése a fennálló uralmi rend ellen, de nem gondolkodott önálló politikai szervezetben. Az 1917-es októberi orosz forradalom után visszatért Oroszországba, de csalódva a bolsevik rendszerben, visszavonult a politikától.

## Emlékezete
Az ő nevét viseli a moszkvai Kropotkinszkaja metróállomás.

## Magyarul
- Peter Kropotkin: Az ifjakhoz; Világosság Ny., Bp., 1905 (Szocialista diákok könyvtára)
- Kropotkin Péter: A kölcsönös segítség mint természettörvény; ford. Madzsar József; Athenaeum, Bp., 1908 (Szociológiai Könyvtár)
- Egy orosz forradalmár emlékiratai; ford. Gergely Győző; Révai, Bp., 1912
- Kropotkin Péter: Forradalmi kormányok; Pallas Ny., Bp., 1919 (Társadalmi problémák)
- Kropotkin Péter: Szózat az ifjakhoz!; ford. Bodó Pál; Közoktatásügyi Népbiztosság, Bp., 1919
- Kropatkin: Az ifjúsághoz a szocializmusról; Ludová Tlac., Banska Bistrica, 1920
- Kropotkin Péter: A francia forradalom, 1-2.; ford. Szamos-Kóródi Antal; Fischer, Wien, 1922
- Péter Kropotkin: A francia forradalom. 1789-1793; ford. Bánóczi László; olcsó külön kiad.; Genius, Bp., 1923
- A kölcsönös segítség mint természettörvény; ford. Madzsar József; teljes kiad.; Népszava, Bp., 1924
- Egy forradalmár feljegyzései; ford., utószó, jegyz. Kulcsár István; Európa, Bp., 1966

## Az interneten elérhető művei
- Egy forradalmár feljegyzései (MEK)
- Forradalmi kormányok (MEK)
- A kölcsönös segítség mint természettörvény
- A lázadás szelleme (MEK)